# Серюгин, Михаил Петрович
Михаил Петрович Серюгин (6 ноября 1906 года, село Ильинское, Юрьевский уезд, Владимирская губерния, ныне Кольчугинский район, Владимирская область — 27 марта 1975 года, Ровно) — советский военный деятель, генерал-лейтенант (3 марта 1951 года). Дважды представлялся к званию Героя Советского Союза.

## Начальная биография
Михаил Петрович Серюгин родился в селе Ильинское ныне Кольчугинского района Владимирской области в многодетной крестьянской семье. Кроме Михаила в семье ещё четверо детей: Константин (1911 года рождения), Антонина, Наталья (род. 20 августа 1920 года) и Николай (род. 19 декабря 1924 года).
В 1927 году окончил школу второй ступени, тем самым получив среднее образование.

## Военная служба

### Довоенное время
В ноябре 1928 года призван в ряды РККА и направлен на учёбу в школу одногодичников, после окончания которой служил в составе 5-го Кавказского стрелкового полка (2-я Кавказская стрелковая дивизия, Кавказская Краснознамённая армия), дислоцированного в Баку.
В 1931 году вступил в ВКП(б).
В августе 1933 года 2-я стрелковая дивизия была передислоцирована в город Овруч, где включена в Украинский военный округ, в мае 1935 года преобразованный в Киевский.
В июле 1936 года Серюгин направлен в 60-ю стрелковую дивизию, где был назначен на должность начальника полковой школы 178-го стрелкового полка, в октябре 1938 года — на должность помощник командира 358-го стрелкового полка, а в июле 1940 года — на должность командира 224-го стрелкового полка.
23 марта 1941 года за успехи в боевой и политической подготовке Михаил Петрович Серюгин награждён орденом Красной Звезды.

### Великая Отечественная война
С началом войны находился на прежней должности. Полк под командованием Серюгина в составе 60-й стрелковой дивизии (12-я армия, Юго-Западный фронт) принимал участие в боевых действиях в ходе приграничного сражения западнее города Станислав, а затем на винницком направлении в районе города Умань.
В сентябре 1941 года назначен на должность командира 124-й стрелковой дивизии, однако в связи с нахождением дивизии в окружении в районе Киева Серюгин до неё не добрался, после чего назначен на должность начальника штаба 212-й стрелковой дивизии, которая в составе 6-й армии вскоре принимала участие в боевых действиях в ходе Донбасской оборонительной и Барвенково-Лозовской наступательной операций. В мае 1942 года Серюгин был назначен на должность заместителя командира этой дивизии, одновременно исполняя должность начальника штаба дивизии. Вскоре принимал участие в ходе Харьковского сражения, во время которого дивизия попала в окружение, из которого в начале июня остатки дивизии под его командованием вышли и сумели переправиться на восточный берег реки Северский Донец.
В июле 1942 года Серюгин был назначен на должность командира 160-й стрелковой дивизии, которая вскоре принимала участие в боевых действиях в ходе Воронежско-Ворошиловградской оборонительной и Среднедонской наступательной операций. В феврале 1943 года полковник Серюгин был ранен и находился на излечении в госпитале. После выздоровления в июне того же года назначен на должность командира 89-й гвардейской стрелковой дивизии, которая вскоре принимала участие в боевых действиях в Донбасской наступательной операции, битве за Днепр, в Никопольско-Криворожской, Березнеговато-Снигиревской и Одесской наступательных операциях.
19 октября 1943 года за форсирование реки Днепр Михаил Петрович Серюгин был представлен командиром 82-го стрелкового корпуса генералом П. Г. Кузнецовым к присвоению звания Героя Советского Союза, однако командующий 37-й армии генерал-лейтенант М. Н. Шарохин понизил награду до ордена Ленина, которым Серюгин и был награждён 19 января 1944 года.
Со 2 июня по 5 июля 1944 года исполнял должность командира 49-го стрелкового корпуса (53-я армия, 2-й Украинский фронт), который находился во втором эшелоне армии. После возвращения из госпиталя командира корпуса генерал-майора Г. Н. Терентьева в августе того же года Серюгин вновь назначен на должность командира 89-й гвардейской стрелковой дивизий, которая вскоре принимала участие в боевых действиях в ходе Ясско-Кишиневской операции на кишинёвском направлении. В конце августа дивизия в составе 5-й ударной армии была выведена в резерв фронта, а с 5 сентября находилась в резерве Ставки ВГК. В конце октября дивизия была включена в состав 1-го Белорусского фронта и передислоцирована на Магнушевский плацдарм, после чего во время Варшавско-Познанской операции после прорыва обороны противника вышла к реке Одер и вскоре захватила плацдарм северо-западнее города Кюстрин, после чего вела боевые действия по удержанию данного плацдарма. Вскоре дивизия принимала участие в Зеловско-Берлинской операции, в ходе которой после прорыва сильно укреплённой обороны противника на Зеловских высотах принимала участие в штурме Берлина.
3 мая 1945 года за штурм Берлина генерал-майор Михаил Петрович Серюгин был во второй раз представлен командиром 26-го гвардейского стрелкового корпуса генералом П. А. Фирсовым к присвоению звания Героя Советского Союза, командующий 5-й ударной армии генерал-полковник Н. Э. Берзарин поддержал данное представление, однако вышестоящее руководство понизило награду до ордена Суворова 2 степени, которым Серюгин и был награждён 29 мая 1945 года.

### Послевоенная карьера
В июне 1945 года направлен на учёбу на ускоренный курс при Высшей военной академии имени К. Е. Ворошилова, после окончания которого в феврале 1946 года назначен на должность командира 8-й гвардейской стрелковой дивизии (Ленинградский военный округ), а в июле 1946 года — на должность командира 36-й гвардейской механизированной дивизией.
В феврале 1948 года Серюгин направлен в Группу советских войск в Германии, где был назначен на должность командира 20-й гвардейской механизированной дивизией, а в феврале 1951 года — на должность командира 29-го гвардейского стрелкового корпуса. В ноябре того же года был направлен на учёбу на Высшие академические курсы при Высшей военной академии имени К. Е. Ворошилова, после окончания которых в ноябре 1952 года назначен на должность командира 35-го гвардейского стрелкового корпуса (Прикарпатский военный округ), в сентябре 1955 года — на должность 1-го заместителя командующего 13-й армией, а в августе 1958 года — одновременно на должность члена Военного совета этой же армии.
Генерал-лейтенант Михаил Петрович Серюгин в апреле 1961 года вышел в отставку. Умер 27 марта 1975 года в Ровно.

## Воинские звания
- Генерал-майор (1 сентября 1943 года);
- Генерал-лейтенант (3 марта 1951 года).

## Награды
СССР
- Два ордена Ленина (22.02.1944, 30.04.1954[6]);
- Два ордена Красного Знамени (20.08.1943, 20.06.1949[6]);
- Два ордена Суворова 2 степени (27.08.1943, 29.05.1945);
- Орден Кутузова 2 степени (06.04.1945);
- Орден Богдана Хмельницкого 2 степени (13.09.1944);
- Два Ордена Красной Звезды (23.04.1941, 03.11.1944[6]);
- Медали.

Приказы (благодарности) Верховного Главнокомандующего в которых отмечен Серюгин М. П.
- За овладение областным и крупным промышленным центром Украины городом Кировоград — важнейшим опорным пунктом обороны противника. 8 января 1944 года № 57.
- За овладение штурмом столицей Молдавской ССР городом Кишинев — важным узлом коммуникаций и мощным опорным пунктом обороны противника. 24 августа 1944 года № 173.
- За вторжение в пределы немецкой Померании и овладение городами Шенланке, Лукатц-Крейц, Вольденберг и Дризен — важными узлами коммуникаций и мощными опорными пунктами обороны немцев. 29 января 1945 года. № 265
- За полное овладение столицей Германии городом Берлин — центра немецкого империализма и очага немецкой агрессии. 2 мая 1945 года. № 359

Других государств
- Командор Ордена Британской Империи (11.05.1944, Великобритания)[9]
- орден «Крест Грюнвальда» III степени (06.04.1946, ПНР)
- медаль «За Варшаву 1939—1945» (ПНР
- медаль «За Одру, Нису и Балтику» (ПНР)
- орден Тудора Владимиреску 2-й степени (24.10.1969, Румыния)
- медаль «25 лет освобождения Румынии» (03.11.1969, Румыния)

Почётные звания
- Решением исполкома городского Совета депутатов трудящихся от 1 августа 1963 года № 821-а Серюгину Михаилу Петровичу присвоено звание «Почетный гражданин города Белгорода» за проявленное 5 августа 1943 года мужество и героизм в боях с немецко-фашистскими захватчиками при освобождении города Белгорода[10].